# 1095년

## 연호
- 북송(北宋) 소성(紹聖) 2년
- 요(遼) 수창(壽昌) 원년
- 일본(日本) 가호(嘉保) 2년
- 서하(西夏) 천우민안(天祐民安) 6년
- 리 왕조(李朝) 호이퐁(會豊) 4년

## 기년
- 고려(高麗) 헌종(獻宗) 원년
- 북송(北宋) 철종(哲宗) 10년
- 요(遼) 도종(道宗) 41년
- 서하(西夏) 숭종(崇宗) 10년
- 리 왕조(李朝) 인종(仁宗) 24년

## 사건
- 11월 19일~28일 - 클레르몽 공의회. 제1차 십자군의 시작.
- 이자의의 반란 진압. 한산후와 일당들은 귀양 가다가 참살당함.
- 헌종이 숙부 왕희에게 왕의 자리 물려주고 상왕이 됨.
- 선종의 동생이자 헌종의 숙부 계림공 왕희가 42세의 나이로 왕위에 오름. 고려 15대 국왕 숙종.

## 사망
- 송나라의 학자 심괄